# Lagynochthonius dybasi
Espèce
Synonymes
- Tyrannochthonius dybasi Beier, 1957

Lagynochthonius dybasi est une espèce de pseudoscorpions de la famille des Chthoniidae.

## Distribution
Cette espèce est endémique des Palaos.

## Description
Lagynochthonius dybasi mesure de 0,95 à 1,07 mm.

## Étymologie
Cette espèce est nommée en l'honneur de Henry S. Dybas.

## Publication originale
- Beier, 1957 : Pseudoscorpionida. Insects of Micronesia, vol. 3, p. 1-64 (texte intégral).